# Transportmanagementsysteem
Een transportmanagementsysteem (TMS) is een softwaresysteem dat de inkoop van transportdiensten, het berekenen van de optimale routes en de registratie en uitvoering van de transportplannen ondersteunt. Dergelijke systemen worden steeds meer gebruikt door transportondernemingen en transportafdelingen van bedrijven.
Een TMS bevat meerdere functies:
- de voorbereiding, zoals de acquisitie van vracht en transportmogelijkheden, vaak door middel van EDI of internet;
- de planning, zoals het inboeken van een rit, de routeplanning en het communiceren van de verwachte vertrek- en aankomsttijd
- de controle van de voortgang van de rit, alsook de controle van de conditie van de lading en het voertuig. Hierbij wordt gebruikgemaakt van tracking & tracing en EDI.
- de financieel-administratieve afhandeling
- de managementinformatie

Voorbeelden van dergelijke TMS leveranciers zijn Microsoft, Centric en SAP
Daarnaast heb je ook externe systemen die eraan gekoppeld kunnen worden, zoals APS (Advanced Planning Systeem), klantenportalen, emballage beheer software, boekhoudpakketen en chauffeursApps.